# Plancher-les-Mines
Plancher-les-Mines è un comune francese di 1 109 abitanti situato nel dipartimento dell'Alta Saona nella regione della Borgogna-Franca Contea.

## Storia
Il villaggio di Plancher-les-Mines si chiamava originariamente Plancher-Haut, per distinguerlo da Plancher-Bas situato più a valle. Ha assunto il nome nome attuale nel XVII secolo.
Dal XV secolo il paese ebbe un importante sviluppo economico, legato allo sfruttamento delle sue miniere ricche di minerali di argento, ferro, piombo. Nel XVIII secolo l'attività industriale prese il sopravvento e sorsero diversi impianti per la lavorazione dei metalli e fabbriche di orologi.
A partire dagli anni 1960-1970, un lento declino delle imprese locali che sostenevano anche le famiglie dei villaggi vicini, spinse gli abitanti di Plancher-les-Mines a cercare lavoro nel territorio di Belfort e della Comunità d'agglomerazione del Pays di Montbéliard.

### Simboli
Lo stemma comunale è stato creato dall'araldista  Camille Heidet.
Questa piccola città aveva miniere d'argento e di altri metalli sfruttate fin dal XV secolo, che portarono alla creazione di fucine e di impianti di lavorazione metallurgica attivi fino agli anni '60.

## Società

### Evoluzione demografica
Abitanti censiti